# Bengt Broms (jurist)
Bengt Henry Gabriel Arne Broms, född 16 oktober 1929 i Sordavala, död 4 april 2023, var en finländsk jurist. 
Broms blev student 1947, avlade högre rättsexamen 1951, blev juris kandidat 1951, juris licentiat och Master of Laws (vid University of Michigan) 1953, politices kandidat 1954, politices magister 1957 och juris doktor 1959. Han var biträde vid Kides domsaga 1956, notarie 1957–1958, blev vicehäradshövding 1957, var anställd vid Helsingfors stads ombudsmannabyrå 1959–1961, assistent vid Åbo universitet 1961, professor i internationell rätt och statsförfattningsrätt där 1962–1970 och i samma ämne vid Helsingfors universitet 1970–1994. 
Broms ägnade sig som forskare främst åt de internationella organisationerna och anlitades flitigt som expert bland annat av olika FN-organ. Bland hans arbeten märktes The Doctrine of Equality of States as Applied in International Organizations (1959), Eduskunnan ulkoasiainvaliokunta (1967), Yhdistyneet Kansakunnat (1968, engelsk utgåva United Nations 1990) och Kansainvälinen oikeus (1978).

## Utmärkelser
- Kommendörstecknet av Finlands Lejons orden,  1978[1]
- Minnesmedalj för deltagande i 1941-1945 års krig[1]
- Finlands idrottskulturs förtjänstkors[1]

[Redigera Wikidata]